# 坂東舜一
坂東 舜一（ばんどう しゅんいち、明治25年（1892年）6月30日 - 昭和52年（1977年）11月3日）は、日本の航空実業家。日本航空株式会社創立者。

## 経歴
兵庫県津名郡五色町（現・洲本市）生まれ。大正5年（1916年）慶應義塾大学部理財科を卒業したのち、日本郵船に入社。大正7年（1918年）同社を退社し、中島飛行機の前身である合資会社日本飛行機製作所の創設に関わり、事務長に就任。大正9年（1920年）から川西機械製作所飛行機部支配人を務めた後、大正12年（1923年）には日本航空株式会社を創立し、取締役支配人となる。
以後、昭和3年（1928年）川西航空機械株式会社取締役常務、昭和12年（1937年）日本航空工業株式会社専務取締役などを歴任。昭和20年（1945年）には日本工芸工業株式会社を創設し、社長に就任。石川島飛行機製作所代表・有川鷹一（陸軍中将）と共に帝国飛行協会で太平洋横断飛行を計画した。
1966年勲四等旭日小綬章を受章、1976年勲三等瑞宝章を受章。